# Ајоле (Гросето)
Ајоле (итал. Aiole) је насеље у Италији у округу Гросето, региону Тоскана.
Према процени из 2011. у насељу је живело 22 становника. Насеље се налази на надморској висини од 818 м.